# Uli, der Knecht
 (janvier 2023).
Uli, der Knecht est un film suisse réalisé par Franz Schnyder, sorti en 1954.

## Synopsis
Uli est valet de ferme à la ferme Boden. C'est un garçon négligent, dépensier et trousseur de jupons. Sermonné par son maître, il comprend enfin que s'il veut échapper à sa condition misérable, il faut qu'il change d'attitude. Il tourne alors le dos à la servante Anneliesi et à ses compagnons de beuverie et se met à travailler dur. Sa réputation s'améliore à tel point que le vieux Joggeli l'engage comme maître-valet dans sa ferme de Giungge, où règne le chaos. 
Uli ne craint pas d'user de la manière forte et peu à peu il parvient à rétablir l'ordre. Il s'éprend par ailleurs de la douce Vreneli, enfant illégitime et parente éloignée de son patron. Mais la fille de ce dernier, Elisi, veille au grain et ne tarde pas à le détourner de la jeune fille en lui faisant miroiter un futur enviable de propriétaire pour peu qu'il l'épouse.

## Fiche technique
- Titre : Uli, der Knecht
- Réalisateur : Franz Schnyder
- Assistant-réalisateur : Hans Gaugler
- Scénario : Richard Schweizer, Werner Düggelin, Franz Schnyder, d'après le roman "Wie Uli der Knecht glücklich wird. Eine Gabe für Dienstboten und Meister Leite" de Jeremias Gotthelf (de son vrai nom le pasteur Albert Bitzius), édité en 1841 par Zurich-Frauenfeld
- Dialogue en dialecte bernois : Christian Lerch
- Producteur : Oscar Düby
- Directeur de production : Max Dora
- Musique : Robert Blum
- Directeur de la photographie : Emil Berna
- Cameraman : Angelo Vannuzzi
- Décors : Max Röthlisberger, Adolf Rebsamen
- Montage : Hans Heinrich Egger, Hermann Haller
- Son : Kurt Hugentobler, assisté de : Bruno Kohler, Walter Weller
- Pays d'origine : Suisse
- Format : Noir et blanc - 1,37:1 - Mono - 35 mm (positif & négatif)
- Genre : Chronique paysanne
- Date de sortie : 19 octobre 1954 (Cinéma Scala, Zurich)

## Distribution
- Hannes Schmidhauser : Uli, le garçon de ferme
- Liselotte Pulver : Vreneli, la douce parente de Joggeli
- Heinrich Gretler : le fermier du Boden
- Gertrud Jauch : sa femme
- Emil Hegetschweiler : le fermier Joggeli
- Hedda Koppé : sa femme
- Marianne Matti : Elisi, leur fille qui prend Uli dans ses filets
- Erwin Kohlund : Johannes, son frère, un incapable
- Stephanie Glaser : Trinette, sa femme
- Alfred Rasser : le marchand de canton de Bâle
- Elisabeth Schnell : la servante Anneliesi, maîtresse d'Uli
- Max Haufler : le charretier

## Nominations et récompenses
- Prix de la Ville de Zurich 1958